# Liste des épisodes de Téléchat
Cette liste des épisodes de Téléchat recense les épisodes de la série télévisée franco-belge Téléchat, créée par Roland Topor et Henri Xhonneux, qui compte 234 épisodes de 5 minutes, diffusée en Belgique à partir du 19 septembre 1983 dans l'émission Lollipop sur la RTBF et, en France à partir du 3 octobre 1983 dans l'émission Récré A2 sur Antenne 2.
|    | Saison 1           | Saison 2                                      | Saison 3                  |
| -- | ------------------ | --------------------------------------------- | ------------------------- |
| 01 | Clef               | Flaque d'eau                                  | Retour                    |
| 02 | Épingle            | Cadre                                         | Caramel mou               |
| 03 | Fer à repasser     | Compte-gouttes                                | Bronzage                  |
| 04 | Socquette          | Laisse de chien                               | Chèque                    |
| 05 | Poupée             | Bocal                                         | Sent-bon                  |
| 06 | Pot de colle       | Gibier                                        | Tuile                     |
| 07 | Marteau            | Pare-chocs                                    | ???                       |
| 08 | Coucou             | Tranche de jambon                             | Motte de terre            |
| 09 | Chewing-gum        | Patate                                        | ???                       |
| 10 | Dictionnaire       | Appareil de photo                             | Petit bateau              |
| 11 | Brique             | Raisin sec                                    | Foie                      |
| 12 | Cendrier           | Trognon de pomme                              | ???                       |
| 13 | Robinet qui goutte | Fil à couper le beurre                        | ???                       |
| 14 | Morceau de sucre   | Casse-noisette                                | ???                       |
| 15 | Sifflet            | Machine à faire des trous dans les spaghettis | Vieille boîte             |
| 16 | Machine à calculer | Cure-dents                                    | Abcès                     |
| 17 | Maison de campagne | Stylo feutre                                  | T-shirt                   |
| 18 | Cornichon          | Parcmètre                                     | Plafond                   |
| 19 | Os                 | Journal                                       | ???                       |
| 20 | Souvenir           | Toast                                         | Jet d'eau                 |
| 21 | Petit pot de lait  | Colis                                         | Téléphone                 |
| 22 | Fer à cheval       | Sèche-cheveux                                 | Chapeau                   |
| 23 | Paquet cadeau      | Papier carbone                                | Flash                     |
| 24 | Enveloppe          | Savonette                                     | Croûte de fromage         |
| 25 | Rouge à lèvres     | Épluchure                                     | ???                       |
| 26 | Rouge vermillon    | Cactus                                        | Coquetier                 |
| 27 | Thermomètre        | Sac de dame                                   | Bon petit plat mijoté     |
| 28 | Lunettes de soleil | Jus de fruits                                 | Bouchon de champagne      |
| 29 | Boussole           | Mot d'excuse                                  | Couvercle                 |
| 30 | Élastique          | Sent-bon                                      | Aiguille                  |
| 31 | Calendrier         | Machine à coudre                              | Bon coeur                 |
| 32 | Jeton              | Pique-nique                                   | ???                       |
| 33 | Menottes           | Bonbon à la menthe                            | Nœuds dans les mouchoirs  |
| 34 | Petit carnet       | Sabre                                         | Passeport                 |
| 35 | Personne           | Uniforme                                      | ???                       |
| 36 | Gomme              | Bulle de savon                                | Symptôme                  |
| 37 | Coquillette        | ???                                           | Addition de restaurant    |
| 38 | Mode d'emploi      | Pince à linge                                 | Pavé                      |
| 39 | Coton-tige         | Peau de banane                                | Flûte à bec               |
| 40 | Cacahuète          | Marguerite                                    | Mégaphone                 |
| 41 | Disque             | Avion en papier                               | ???                       |
| 42 | Harmonica          | Brosse à cheveux                              | ???                       |
| 43 | Bigoudi            | Équilibre                                     | ???                       |
| 44 | Peigne             | Théière                                       | ???                       |
| 45 | Fleur artificielle | Porte-monnaie                                 | Mot d'excuse              |
| 46 | Numéro             | Pince à épiler                                | ???                       |
| 47 | Blague             | Essuie-glace                                  | ???                       |
| 48 | Tire-bouchon       | Cheminée d'usine                              | Portrait                  |
| 49 | Dent de lait       | Farces et attrapes                            | ???                       |
| 50 | Stylo              | Gant de boxe                                  | ???                       |
| 51 | Bonhomme de neige  | Cible                                         | Nougat                    |
| 52 | Poignée de porte   | Carte de crédit                               | Jouet cassé               |
| 53 | Marteau picoreur   | Ciseaux                                       | Boîte à maquillage        |
| 54 | Marionnette        | Boule de glace                                | Linge sale                |
| 55 | Timbre             | Chanson                                       | Diapositive               |
| 56 | Masque             | Gant de toilette                              | ???                       |
| 57 | Bande magnétique   | Machine à écrire                              | Chaise percée             |
| 58 | Livre              | Cravate                                       | ???                       |
| 59 | Interrupteur       | Cruche                                        | Clef de cadenas           |
| 60 | Roue               | Bande dessinée                                | Niche                     |
| 61 | Pinceau            | Morceau de bois                               | ???                       |
| 62 | Punaise            | Couche culotte                                | Marque déposée            |
| 63 | Ouvre-boîte        | Pare-chocs                                    | ???                       |
| 64 | Ombre              | Fromage                                       | Ruban adhésif transparent |
| 65 | Ceinture           | Semaine de réserve (pas de fête)              | Faute d'ortographe        |
| 66 | Courant d'air      | Semaine de réserve (pas de fête)              | ???                       |
| 67 | Carte de vœux      | Semaine de réserve (pas de fête)              | Gant                      |
| 68 | Moins-que-rien     | Semaine de réserve (pas de fête)              | Ballon ovalae             |
| 69 | Tour Eiffel        | Semaine de réserve (pas de fête)              | ???                       |
| 70 | Rétroviseur        | Semaine de réserve (pas de fête)              | ???                       |
| 71 | Triangle           | Semaine de réserve (pas de fête)              | ???                       |
| 72 | Ding Dong          | Plâtre                                        | Petite boulette           |
| 73 | Bulldozer          | Tapis                                         | ???                       |
| 74 | Paille             | Poids                                         | ???                       |
| 75 | Petite trompette   | Biberon                                       | ???                       |
| 76 | Poil               | Médicament                                    | ???                       |
| 77 | Plume              | ???                                           | Cabane                    |
| 78 | Mouchoir           | Gadget                                        | Surprise                  |